# 美洲战争列表
包括：北美、南美和中美

## 近代
- 北美:西班牙登陸戰|美國獨立戰爭|第二次美英戰爭|南北戰爭
- 中美:美西戰爭|中美洲獨立戰爭|美墨戰爭|古巴三十年解放戰爭
- 南美:智利解放戰|拉丁美洲獨立戰爭

## 現代
- 北美:珍珠港事件|珊瑚海海戰|中途島海戰|硫磺島戰役
- 中美:古巴革命|中美洲獨立戰爭
- 南美:福克蘭戰爭